# Plésidy
Plésidy (bretonisch Plijidi) ist eine französische Gemeinde mit 562 Einwohnern (Stand: 1. Januar 2022) im Département Côtes-d’Armor in der Region Bretagne. Sie gehört zum Arrondissement Guingamp und zum Kanton Callac. Die Einwohner werden Plésidiens/Plésidiennes genannt.
Der Menhir von Cailouan steht nahe einer Quelle in Plésidy.

## Geographie
Plésidy liegt etwa 27 Kilometer westsüdwestlich von Saint-Brieuc. An der östlichen Gemeindegrenze verläuft der Fluss Trieux, in den ganz im Norden sein Zufluss Sullé mündet.

## Bevölkerungsentwicklung
| Plésidy: Einwohnerzahlen von 1793 bis 2016                                                                                 | Plésidy: Einwohnerzahlen von 1793 bis 2016 | Plésidy: Einwohnerzahlen von 1793 bis 2016 | Plésidy: Einwohnerzahlen von 1793 bis 2016 | Plésidy: Einwohnerzahlen von 1793 bis 2016 |
| --- | ------------------------------------------ | ------------------------------------------ | ------------------------------------------ | ------------------------------------------ |
| Jahr |                                            |                                            |                                            | Einwohner                                  |
| 1793 | 1793                                       |                                            | 1.520                                      | 1.520                                      |
| 1800 | 1800                                       |                                            | 1.298                                      | 1.298                                      |
| 1806 | 1806                                       |                                            | 1.317                                      | 1.317                                      |
| 1821 | 1821                                       |                                            | 1.362                                      | 1.362                                      |
| 1831 | 1831                                       |                                            | 1.452                                      | 1.452                                      |
| 1836 | 1836                                       |                                            | 1.509                                      | 1.509                                      |
| 1841 | 1841                                       |                                            | 1.520                                      | 1.520                                      |
| 1846 | 1846                                       |                                            | 1.506                                      | 1.506                                      |
| 1851 | 1851                                       |                                            | 1.717                                      | 1.717                                      |
| 1856 | 1856                                       |                                            | 1.638                                      | 1.638                                      |
| 1861 | 1861                                       |                                            | 1.602                                      | 1.602                                      |
| 1866 | 1866                                       |                                            | 1.639                                      | 1.639                                      |
| 1872 | 1872                                       |                                            | 1.562                                      | 1.562                                      |
| 1876 | 1876                                       |                                            | 1.585                                      | 1.585                                      |
| 1881 | 1881                                       |                                            | 1.587                                      | 1.587                                      |
| 1886 | 1886                                       |                                            | 1.599                                      | 1.599                                      |
| 1891 | 1891                                       |                                            | 1.577                                      | 1.577                                      |
| 1896 | 1896                                       |                                            | 1.579                                      | 1.579                                      |
| 1901 | 1901                                       |                                            | 1.658                                      | 1.658                                      |
| 1906 | 1906                                       |                                            | 1.658                                      | 1.658                                      |
| 1911 | 1911                                       |                                            | 1.709                                      | 1.709                                      |
| 1921 | 1921                                       |                                            | 1.520                                      | 1.520                                      |
| 1926 | 1926                                       |                                            | 1.549                                      | 1.549                                      |
| 1931 | 1931                                       |                                            | 1.506                                      | 1.506                                      |
| 1936 | 1936                                       |                                            | 1.390                                      | 1.390                                      |
| 1946 | 1946                                       |                                            | 1.115                                      | 1.115                                      |
| 1954 | 1954                                       |                                            | 1.051                                      | 1.051                                      |
| 1962 | 1962                                       |                                            | 956                                        | 956                                        |
| 1968 | 1968                                       |                                            | 870                                        | 870                                        |
| 1975 | 1975                                       |                                            | 737                                        | 737                                        |
| 1982 | 1982                                       |                                            | 709                                        | 709                                        |
| 1990 | 1990                                       |                                            | 636                                        | 636                                        |
| 1999 | 1999                                       |                                            | 635                                        | 635                                        |
| 2006 | 2006                                       |                                            | 656                                        | 656                                        |
| 2011 | 2011                                       |                                            | 633                                        | 633                                        |
| 2016 | 2016                                       |                                            | 612                                        | 612                                        |
| Quelle(n): EHESS/Cassini bis 1999, INSEE ab 2006 Anmerkung(en): Ab 1962 offizielle Zahlen ohne Einwohner mit Zweitwohnsitz |                                            |                                            |                                            |                                            |

## Baudenkmäler
Siehe: Liste der Monuments historiques in Plésidy